# René Thomas (racerförare)
René Thomas, född 7 mars 1886 i Périgueux, Frankrike, död 23 september 1975 i Paris, var en fransk racerförare.

## Racingkarriär
Thomas tävlade främst på andra sidan Atlanten, och deltog i fyra stycken Indianapolis 500, men var även framgångsrik fabriksförare för Peugeot vid tiden för första världskriget. Han vann Indianapolis 500 1914. Thomas tävlade i ytterligare tre upplagor av tävlingen, och var även tvåa 1920, vid sitt andra framträdande efter kriget. Thomas satte världsrekord i fart på land med 230 km/h år 1924, ett rekord som slogs relativt fort av bland annat den samtida racerföraren Ray Keech.